# Goniada grahami
Goniada grahami är en ringmaskart som beskrevs av Benham 1932. Goniada grahami ingår i släktet Goniada och familjen Goniadidae.
Artens utbredningsområde är havet kring Nya Zeeland. Inga underarter finns listade i Catalogue of Life.